# Арнольд Классик
В 1988 году Арнольд Шварценеггер организовал собственный конкурс бодибилдинга «Арнольд классик», который проводится ежегодно, в конце февраля или начале марта в городе Колумбус, штат Огайо.

## Общая характеристика
Конкурс пользуется значительным авторитетом среди бодибилдеров и сравнивается с чемпионатом «Мистер Олимпия». Он привлекает значительное внимание размерами призов; в частности, первый приз представляет собой 100 тыс. долл., автомобиль Хаммер и часы Ролекс.
Чемпионат включает три номинации для женщин: Ms International, Fitness International, Figure International. Также на конкурсе представлены многие другие виды спорта — гимнастика, борьба, боевые единоборства, пауэрлифтинг и др. Во время конкурса проводится выставка-продажа Арнольд Экспо, на которой представлена разнообразная продукция, связанная с бодибилдингом.

## Победители
| Год  | Арнольд Классик    | Мисс Интернейшнл | Фитнес Интернейшнл | Фигура Интернейшнл |
| ---- | ------------------ | ---------------- | ------------------ | ------------------ |
| 1986 | не проводилось     | Эрика Гейсен     |                    |                    |
| 1988 | не проводилось     | Кати Пальо       |                    |                    |
| 1989 | Рич Гаспари        | Джеки Пэйсли     |                    |                    |
| 1990 | Майк Эшли          | Лаура Креаваль   |                    |                    |
| 1991 | Шон Рей            | Тоня Найт        |                    |                    |
| 1992 | Винс Тейлор        | Аня Шрейнер      |                    |                    |
| 1993 | Флекс Уиллер       | Ким Чижевски     |                    |                    |
| 1994 | Кевин Леврон       | Лаура Креаваль   |                    |                    |
| 1995 | Майк Франсуа       | Лаура Креаваль   |                    |                    |
| 1996 | Кевин Леврон       | Ким Чижевски     |                    |                    |
| 1997 | Флекс Уиллер       | Иоланда Хьюз     |                    |                    |
| 1998 | Флекс Уиллер       | Иоланда Хьюз     |                    |                    |
| 1999 | Нассер Эль Сонбати | Викки Гейтс      |                    |                    |
| 2000 | Флекс Уиллер       | Викки Гейтс      |                    |                    |
| 2001 | Ронни Коулмэн      | Викки Гейтс      |                    |                    |
| 2002 | Джей Катлер        | Яксени Орикуин   |                    |                    |
| 2003 | Джей Катлер        | Яксени Орикуин   |                    |                    |
| 2004 | Джей Катлер        | Айрис Кайл       |                    |                    |
| 2005 | Декстер Джексон    | Яксени Орикуин   |                    |                    |
| 2006 | Декстер Джексон    | Айрис Кайл       |                    |                    |
| 2007 | Виктор Мартинес    | Айрис Кайл       |                    |                    |
| 2008 | Декстер Джексон    | Яксени Орикуин   | Ким Кляйн          | Джина Алиотти      |
| 2009 | Кай Грин           | Айрис Кайл       | Джен Хендершот     | Зивиль Родоньен    |
| 2010 | Кай Грин           | Айрис Кайл       | Адела Гарсия       | Николь Уилкинс-Ли  |
| 2011 | Бренч Уоррен       | Айрис Кайл       |                    |                    |
| 2012 | Бренч Уоррен       | Яксени Орикуин   |                    |                    |
| 2013 | Декстер Джексон    | Айрис Кайл       |                    |                    |
| 2014 | Деннис Вольф       |                  |                    |                    |
| 2015 | Декстер Джексон    |                  |                    | Оксана Гришина     |
| 2016 | Кай Грин           |                  |                    |                    |
| 2017 | Седрик МакМиллан   |                  |                    |                    |
| 2018 | Уильям Бонак       |                  |                    |                    |
| 2019 | Брэндон Карри      |                  |                    |                    |
| 2020 | Уильям Бонак       |                  |                    |                    |
| 2021 | Николас Уолкер     |                  |                    |                    |
| 2022 | Брэндон Карри      |                  |                    |                    |
| 2023 | Самсон Дауда       |                  |                    |                    |
| 2024 | Хади Чупан         |                  |                    |                    |

## Россия на «Арнольд классик»
В соревнованиях по силовому экстриму (англ. The Arnold Strongman Classic) успешно выступает российский спортсмен Михаил Кокляев, в 2006 (3-е место), в 2007 (5-е место), 2008 (3-е место), 2009 (2-е место), 2010 (4-е место), 2011 (5-е место), 2012 (6-е место), 2013 (3-е место).
Дмитрий Яшанькин в 2012 году выиграл «Arnold Classic» в дисциплине «классический бодибилдинг».
В турнире Arnold Amateur World Strongman Championships 2013 омич Михаил Шивляков занял первое место
В 2013 году красноярец Евгений Нечаев стал первым в истории российского пауэрлифтинга абсолютным чемпионом в лёгкой весовой категории в жиме штанги лежа среди профессионалов, турнир «Arnold Bench Bach» В том же году две россиянки из Тюмени — Юлия Ушакова и Элина Гоок — стали победительницами в номинации «Figure» (бодифитнес) в разрядах свыше 170 см и до 159 см соответственно.
В 2014 году красноярец Евгений Нечаев стал двукратным абсолютным чемпионом в лёгкой весовой категории в жиме штанги лёжа среди профессионалов, турнир «Arnold Bench Bash» с результатом 338 кг (745 фунтов) при собственном весе 90 кг.
В 2015 году пермяк Юсев Михаил стал бронзовым призёром «Arnold Classic» в дисциплине «бодибилдинг» в абсолютной категории мастеров.
В 2015 году красноярец Евгений Нечаев стал трехкратным абсолютным чемпионом в лёгкой весовой категории в жиме штанги лёжа среди профессионалов, турнир «Arnold Bench Bash» с результатом 336 кг (740 фунтов) при собственном весе 90 кг.http://www.xpcpowerlifting.com/events/meet-results/2015-xpc-events/
Селиверстов Дмитрий в 2016 году стал победителем Arnold Classic USA в категории Men’s Physique
В 2017 году Новосибирская спортсменка Ольга Луценко стала победительницей в категории бодифитнес до 158 см.
В 2017 и 2018 г. саратовец Евгений Гавриленко стал бронзовым призёром Arnold Classic Strongman в категории до 105 кг.
В 2023 году петербуржец Алексей Тюкалов стал абсолютным чемпионом Arnold Classic USA по армлифтингу среди профессионалов в супертяжелой весовой категории 

## Арнольд классик Европа
«Арнольд классик Европа» проводится ежегодно в Мадриде. Первый раз он состоялся 8-9 октября 2011 года, второй спортивный фестиваль был проведён 12-14 октября 2012 года под эгидой IFBB.
В 2011 году Андрей Сорокин занял первое место в категории до 100 кг на любительском «Arnold Classic Europe», второе место в абсолютной категории.
В 2013 году Денис Гусев занял первое место в категории от 178 см.
В 2014 году россиянин Виталий Фатеев стал первым в категории свыше 100 кг а также выиграл абсолютное первенство и стал профессионалом IFBB.
В 2015 году Аркадий Величко занял первое место на любительском «Arnold Classic Europe» в категориях свыше 100 кг и абсолютной категории, получив карту профессионала.
В 2018 году Евгений Гавриленко одержал победу на турнире в г. Барселоне среди любителей в категории до 105 кг.
В 2018 году Сергей Серещев одержал победу на турнире в г. Барселоне среди профессионалов в категории Men"s Classic Physique (лично награжден Арнольдом Шварценеггером)